# Termòmetre d'inversió

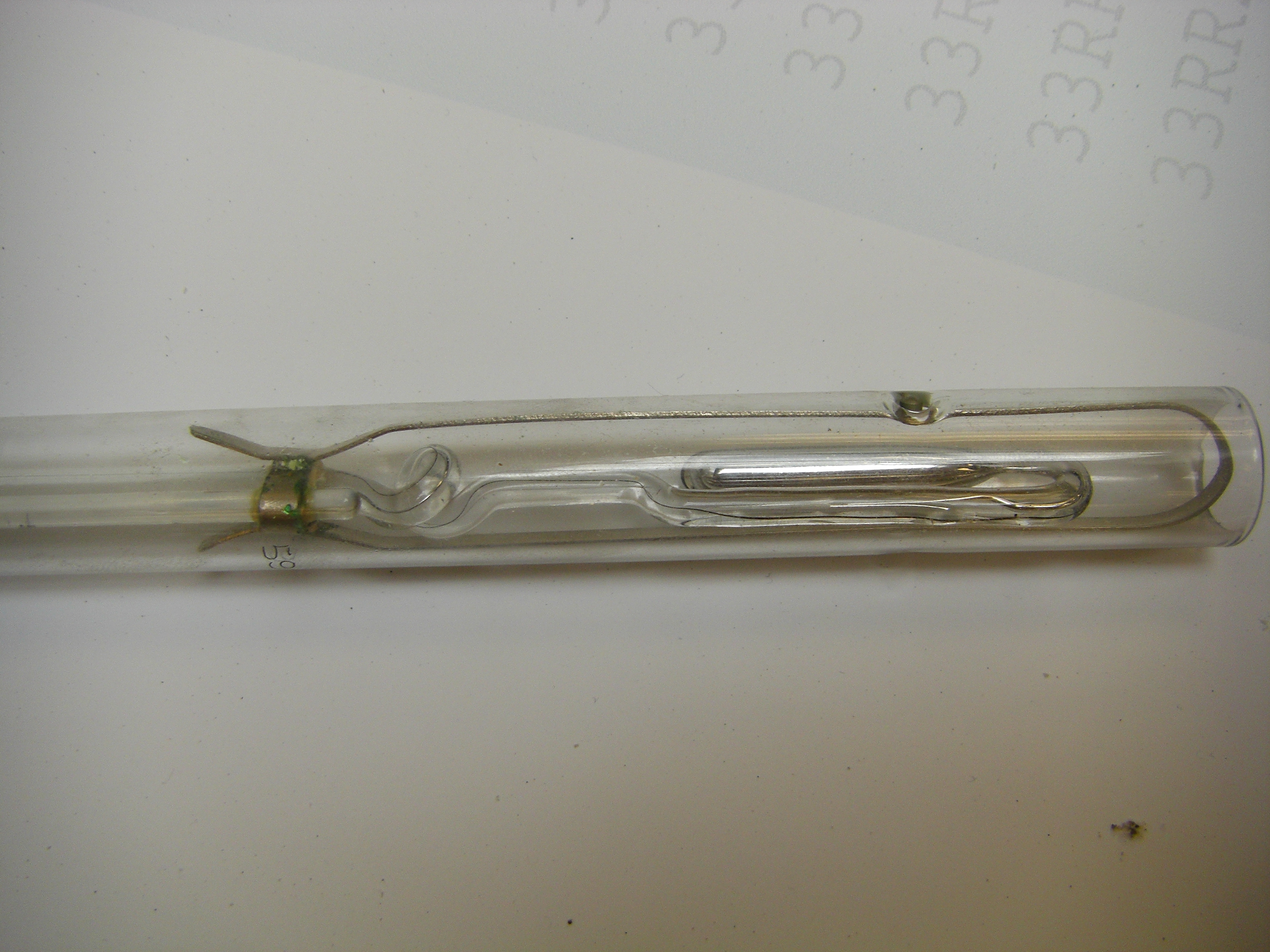
Termòmetre d'inversió sense protecció

Un termòmetre d'inversió és un termòmetre de mercuri que marca la temperatura del lloc on ha estat invertit de posició. A diferència de la majoria dels termòmetres de mercuri convencionals, un termòmetre d'inversió permet gravar una determinada temperatura per a veure-la en un moment posterior. Si el termòmetre s'inverteix cap per avall, es mostrarà la temperatura d'aquell moment fins que torni a estar vertical. Aquest va ser el principal dispositiu utilitzat pels oceanògrafs per determinar temperatures d'aigua per sota de la superfície de l'oceà des de 1900 fins a 1970.
Es compon d'un bulb convencional connectat a un capil·lar en què es col·loca una constricció de manera que, quan s'inverteix, la columna de mercuri es descompon de manera reproduïble. El mercuri passa a un bulb més petit a l'altre extrem del capil·lar, que està graduat per llegir la temperatura. Un gir de 360° en una secció localment amplificada del capil·lar serveix de trampa per evitar l'entrada addicional de mercuri si el termòmetre s'escalfa i el mercuri s'expandeix més enllà del punt de ruptura.
Les potencialitats de lectura remota dels termòmetres d'inversió els fan especialment adequats per al seu ús en la mesura de la temperatura del fons marí en funció de la pressió. En aquesta aplicació, s'utilitzen termòmetres protegits i termòmetres sense protecció, cadascun dels quals disposa d'un termòmetre auxiliar. Generalment s'utilitzen en parelles en ampolles de Nansen.
Normalment es llegeixen a 0,01° C, i després d'aplicar-ne les correccions, les lectures es consideren fiables a 0,02° C.